# Baldur's Gate II: Shadows of Amn

Baldur's Gate II: Shadows of Amn je kompjuterska igra koju je razvio BioWare, a 2000. godine izdao Interplay Entertainment. Razvijena je u Infinity Engine, BioWareovom programu koji su koristili krajem prošlog i početkom ovog stoljeća za izradu izometrijskih RPG-ova (role-playing games). Igra koristi drugo izdanje Advanced Dungeons & Dragons pravila, a radnja joj se odvija u istom fantazijskom svijetu kao i prva Baldur's Gate igra iz 1998. Isti glavni lik nastavlja svoju priču, ovaj put u južnom kraljevstvu Amn. Neki od prije poznatih i mnoštvo novih likova se udružuju i pokušavaju otkriti motive čarobnjaka Jona Irenicusa, te vezu između njega i misterioznog, polu-božanskog podrijetla glavnog lika. Igra je 2001. godine dobila ekspanziju Baldur's Gate II: Throne of Bhaal, koja dovršava priču o spomenutom podrijetlu. Beamdog je razvio, a Atari 2013. stavio na tržište reizdanje, pod nazivom Baldur's Gate 2: Enhanced Edition, koje uključuje sadržaj originalne igre, ekspanziju i nekoliko dodataka, poput novih likova i popravaka nekih grešaka u igri. Larian Studios trenutno radi na nastavku Baldur's Gate III.

## Radnja igre
Glavni lik, kojem igrač određuje spol, klasu i rasu, biva otet i zatočen u tamnici čarobnjaka Jona Irenicusa, koja se nalazi u gradu Athkatli, u kraljevstvu Amn, južno od grada Baldur's Gate. Zajedno s njim zatočeno je i nekoliko kolega iz prijašnje igre, uz čiju pomoć uspijeva pobjeći. Pri izlasku ih Irenicus presreće, te on i prijateljica glavnog lika Imoen, ulaze u kratki čarobnjački sukob. Oboje bivaju uhićeni od strane gradske garde zbog nezakonite upotrebe magije. Amn ima stroga pravila o tome tko smije, a tko ne, koristiti magiju u gradovima, te su zbog toga Imoen i Jon Irenicus bačeni u posebni zatvor za čarobnjačke prijestupe. Ostatak grupe, na čelu s glavnim likom, prvi dio igre provodi u pokušaju dolaska do spomenutog zatvora i oslobađanja Imoen.
Dvije suparničke grupe nude pomoć u ovom zadatku, a igrač može odabrati samo jednu od opcija. Prva je udruženje kradljivaca i plaćenih ubojica Shadow Thieves, a druga organizacija je pod vodstvom vampirke Bodhi. Igrač nakon nekog vremena uspijeva osigurati pomoć jedne od ovih grupa, te dolazi do otoka na kojem je zatvor. Tamo pronalazi Jona Irenicusa koji je, brzo nakon uhićenja, uspio pobjeći iz ćelije i stvorio određenu strahovladu nad zatvorom upotrebom svojih značajnih magijskih moći. Većinu vremena provedenog u "zatočeništvu" je zapravo posvetio istraživanju vezanom uz nasljedstvo glavnog lika, koji je na kraju prve igre otkriven kao jedno od djece boga ubojstva Bhaala. Tijekom pokusa Irenicus otkriva da je i Imoen jedno od te djece, te njenu dušu prenosi na Bodhi, koja je zapravo Irenicusova sestra. Dušu glavnog lika uspješno prenosi na sebe samoga i time neočekivano pokreće sljedeći korak u Bhaal-ovskoj transformaciji glavnog lika. Upotrebom novostečenih moći, igrač uspijeva pobjeći s otoka zajedno s Imoen. Iako su oboje ostali bez duše svejedno preživljavaju, što im dodatno potvrđuje misterioznu prirodu vezanu uz njihovo podrijetlo.
Bijeg ih vodi kroz podzemni svijet Underdarka i kroz gradove tamnih vilenjaka. Nakon dužeg izbivanja uspijevaju doći do površine i vraćaju se u kraljevstvo Amn. Prateći razne tragove igrač otkriva da Irenicus i Bodhi napadaju vilenjački grad Suldanessellar, za koji se ispostavlja da je zapravo njihovo rodno mjesto. Naime, Irenicus i Bodhi su bili vilenjaci koje je kraljica Suldanessellara proklela na smrtnost zbog njihove izdaje grada, te su zbog toga na razne načine pokušavali vratiti svoju besmrtnost i osvetiti se gradu i kraljici. U konačnoj bitki igrač i njegova grupa uspijevaju pobijediti i vratiti ukradene duše, te bivaju hvaljeni kao spasitelji vilenjačkog grada.

## Nagrade
Igra je bila odlično kritički prihvaćena 2000. kada ja izašla, te je shodno tome osvojila nekoliko nagrada. Tijekom godina je skupila veliko poštovanje kritike i publike, te se spominje na raznim listama najboljih igara svih vremena.
- RPG igra godine 2000. od Gamespota,[1] Gamespy-a[2] i IGN-a[3]
- Tri nagrade od Eurogamera 2001. - za najbolju igru, najbolju umjetničku režiju i najboljeg muškog sporednog lika (za lika Minsca)[4]
- Za razvoj priče i/ili likova od Interactive Achievement Awards 2001.[5]
- 25. mjesto na IGN-ovoj listi 100 najboljih igara svih vremena 2005.,[6] 2. mjesto na IGN-ovoj listi 25 najboljih modernih igara 2011. (za razdoblje 2000. – 2010.)[7]
- Uvrštena na Gamespotov popis najboljih igara svih vremena 2006.[8]
- 88. mjesto na Game Informer-ovoj listi 200 najboljih igara svih vremena 2009.[9]
- 19. mjesto na Empire-ovoj listi 100 najboljih igara svih vremena 2011.[10]

## Unutarnje poveznice
- Baldur's Gate
- Baldur's Gate II: Throne of Bhaal
- Baldur's Gate III

## Vanjske poveznice
- Arhiva službene stranice Baldur's Gate 2: Shadows of Amn
- Službena stranica Baldur's Gate II: Enhanced Edition
- Arhiva službene stranice Baldur's Gate
- Službena stranica Baldur's Gate III